# Bob Graham Round
Die Bob Graham Round ist eine Traillaufchallenge im nordenglischen Lake District. Sie ist nach Bob Graham (1889–1966), einem Gastwirt aus Keswick benannt, der im Juni 1932 den Lakeland-Fell-Rekord brach, indem er 42 Berge (nordenglisch: fell) innerhalb von 24 Stunden überquerte. Der Rundkurs über die 42 Gipfel startet und endet bei Keswick Moot Hall, ist 106 km (66 Meilen) lang und weist eine Steigung von 8200 Hm auf.
Das erste Mal wurde die Runde 1960 von Alan Heaton wiederholt, der sie gleichzeitig schneller lief. Seitdem haben über 2800 Menschen den Rundkurs absolviert, der aktuelle Rekord wurde mit 12 Stunden und 34 Minuten 2022 von Jack Kuenzle aufgestellt, der die vorherige Zeit von Kílian Jornet um fast 30 Minuten unterbot. Der Rekord bei den Frauen wurde 2020 von Beth Pascall mit 14 Stunden und 34 Minuten aufgestellt. Ebenso wurde der Rekord, möglichst viele Gipfel im Lakeland innerhalb von 24 Stunden zu erlaufen, geknackt. Hier hat Andy Berry den aktuellen Rekord von 78 Gipfeln aufgestellt.
Neben der Paddy Buckley Round in Wales und der Ramsay Round in Schottland ist die Bob Graham Round eine der klassischen drei Herausforderungen im Berglauf im Vereinigten Königreich. Ungefähr 65 Personen haben alle drei Runden absolviert.

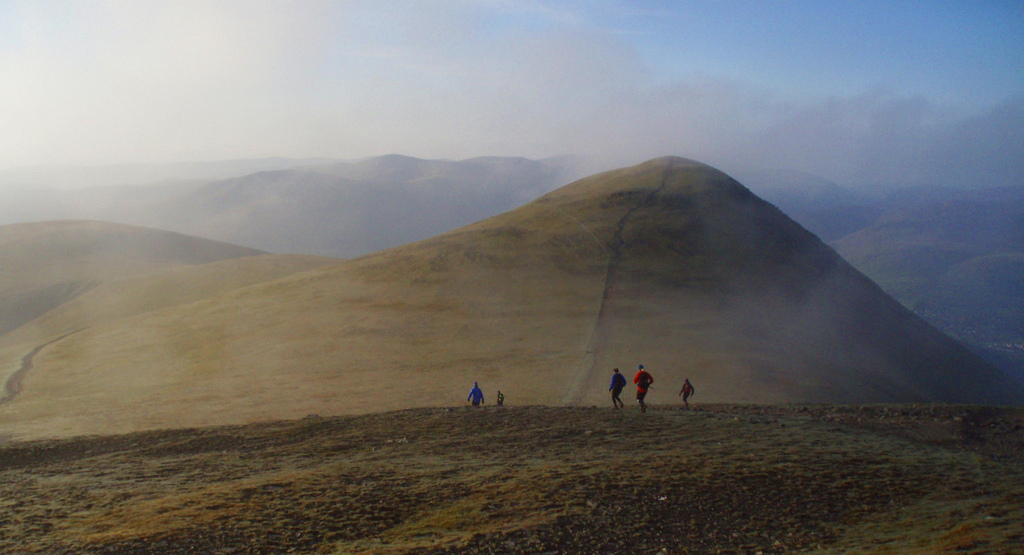
Läufer und ihre Unterstützer auf der Bob Graham Round beim Abstieg vom Skiddaw

## Geschichte

### Frühe Entwicklungen
Vor der Bob Graham Round wurden viele kürzere Runden über die Berge des Lakelands entwickelt. Die Geschichte dieser ist im Buch Story of the Bob Graham Round des Bob Graham Clubs, im Abschnitt über Fell-Wanderungen in M. J. B. Baddeley's Lakelandreiseführer und zuletzt in Kapitel 15 von Steve Chiltons It's a Hill, Get Over It: Fell Running's History and Characters niedergeschrieben.
Einige der wichtigeren Läufe sind folgende:
- 1864 überquerte der Pfarrer J. M. Elliot die Berge um den Weiler Wasdale Head in 8,5 Stunden
- 1870 bewältigte Thomas Watson aus Darlington 77 km mit über 3000 m Anstieg in 20 Stunden
- 1902 lief S. B. Johnson aus Carlisle eine Runde von 110 km mit einem Anstieg von 5500 m in 22,5 Stunden
- 1905 lief Dr. Wakefield aus Keswick dieselbe Runde in 22 Stunden und 7 Minuten (aufgezeichnet in The Sedberghian)
- 1920 lief Eustace Thomas im Alter von 54 Jahren dieselbe Runde in 21 Stunden und 25 Minuten

Dr. Wakefield schrieb die Kernaussage der Herausforderung nieder:

„To traverse on foot as many tops over 2000ft and return to the starting point within 24 hours“

„Ziel ist die Überquerung von möglichst vielen Gipfeln über 2000 ft (610 m) nebst anschließender Rückkehr zum Startpunkt innerhalb von 24 Stunden“

Zudem legte Wakefield des Start- und Zielpunkt als die Moot Hall in Keswick fest.

### Bob Grahams ursprüngliche Runde
Vom 12. auf den 13. Juni 1932 erweiterte Bob Graham den 24-Stunden Lakeland-Peak-Bagging-Rekord auf eine Gesamtheit von 42 Gipfeln innerhalb von 23 Stunden und 39 Minuten. Dies wurde als neuer Rekord anerkannt, obwohl diverse Gipfel nicht die Mindesthöhe von 2.000 Fuß (610 m) aufwiesen. Die ungefähre Strecke des neuen Rekords lag (mit heutiger Technik ermittelt) bei etwa 106 km und einem Gesamtanstieg von 8200 m. Zur damaligen Zeit wurde jedoch häufig behauptet (allerdings nicht von Graham), dass die Strecke etwa 210 km lang gewesen sein. Der angegebene Anstieg lag nahe an der aktuellen Annahme. Verschiedene Quellen aus dem 20. Jahrhundert (so auch 42 Peaks) geben zudem fälschlicherweise an, dass die Distanz 116 km betrug.

### Die erste Wiederholung
Der erste Versuch, den Rekord zu schlagen erfolgte durch Freddie Spencer Chapman, der für die Runde jedoch 25 Stunden benötigte. Es wird angenommen, dass dies der einzige Versuch bis zum Ende des Zweiten Weltkriegs war. Erst in den 1950er-Jahren erfolgten weitere Versuche, einige davon waren fast erfolgreich.
In den frühen 1960er Jahren, zu einer Zeit als Barbara Moore dadurch prominent wurde, dass sie von John o’Groats nach Land’s End ging, notierte der dem Lakeland verbundene Schriftsteller Harry Griffin:

‘You didn't need fitness for such walks, you could get fit whilst undertaking the challenge. The Lakeland 24 hour record on the other hand.’

„Für derartige Wanderungen brauchte man nicht fit sein, man konnte während der Challenge fit werden. Für den 24-Stunden-Lakeland-Rekord muss man es hingegen sein.“

In der Folge starteten Maurice Collett und Paul Stewart einen Versuch von Langdale ausgehend, hatten jedoch mit dem unwirschen Wetter zu kämpfen und benötigten 27 Stunden und 20 Minuten für die Runde. Ebenso war das Interesse der Heaton-Brüder aus Lancashire an dem Rekord geweckt und sie machten sich systematisch daran, ihn zu brechen. Schließlich schaffte Alan Heaton dies im Jahr 1960 mit einer Zeit von 22 Stunden und 18 Minuten.
Bob Grahams Originalrunde beinhaltete vier Gipfel, die nicht zum Umfang der heutigen Bob Graham Round gehören:
- High White Stones (ein Gebiet nördlich des High Raise)
- Hanging Knotts (ein Nebengipfel des Bowfell)
- Looking Stead (ein Vorsprung auf dem Bergrücken zwischen Pillar und dem Black Sail Pass)
- High Snab Bank (ein kleiner Vorsprung auf dem Bergrücken nördlich des Robinson)

Alan Heaton ersetzte diese durch:
- White Side
- Helvellyn Lower Man
- Ill Crag
- Broad Crag

Zusammen mit den anderen 38 Gipfeln ergibt sich die unten genannte „Bob Graham Round“.

### Spätere Entwicklung
Heatons neuer Rekord inspirierte Läufer dazu, den 24-Stunden-Rekord auf möglichst viele weitere Gipfel auszuweiten. Da die Route der Bob Graham Round hierfür nicht optimal ist, wird dies als separate Herausforderung angesehen und folgt leicht unterschiedlichen Regeln. Der 24-Stunden-Rekord liegt aktuell bei 78 Gipfeln.
Die Bob Graham Round hat sich zu Standardherausforderung für Fell-Läufer herauskristallisiert und wurde bis Ende 2023 von 2818 Menschen absolviert. Es wurden auch Solorunden gelaufen, allerdings Laufen die meisten Anwärter mit mindestens einem Begleitläufer, da dies eine Anforderung für eine Mitgliedschaft im Bob Graham Club ist. Ein Großteil der Versuche wird zudem in der Nähe der Sommersonnenwende unternommen, um möglichst viel Tageslicht zu haben. Dennoch sind bis Ende Dezember 2023 insgesamt 53 Menschen eine Winterrunde auf der Standardstrecke gelaufen, vier davon sogar zwei.

## Die Route
Die Route kann sowohl im als auch gegen den Uhrzeigersinn angegangen werden, Start und Ziel ist jedoch immer Moot Hall in Keswick. Die etwaigen Zeiten für jeden Abschnitt der Route können mittels einer Adaption der Naismith-Regel angenähert werden.

Die Gipel der Bob Graham Round

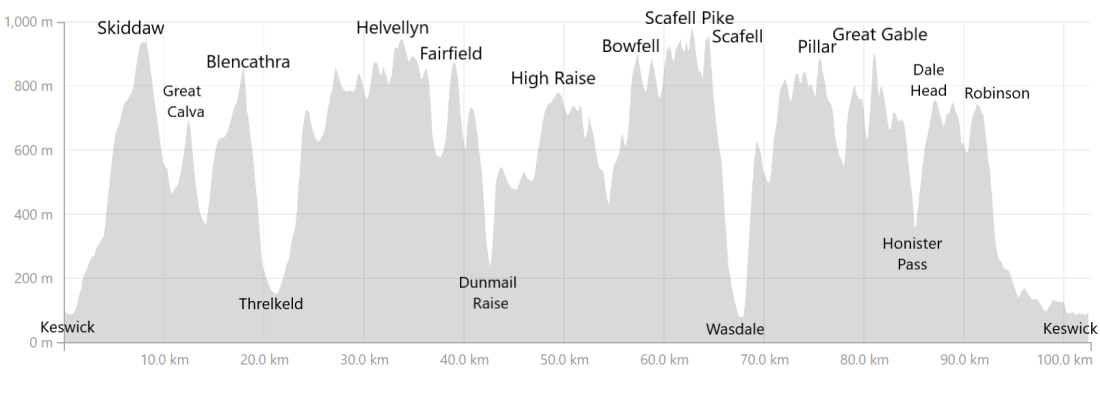
Das Streckenprofil der Bob Graham Round

| Gipfelfolge          | Ort                | Foto |
| -------------------- | ------------------ | ---- |
| Start- und Ziellinie | Moot Hall, Keswick |      |
| 1                    | Skiddaw            |      |
| 2                    | Great Calva        |      |
| 3                    | Blencathra         |      |
| Straßenquerung       | Threlkeld          |      |
| 4                    | Clough Head        |      |
| 5                    | Great Dodd         |      |
| 6                    | Watson's Dodd      |      |
| 7                    | Stybarrow Dodd     |      |
| 8                    | Raise              |      |
| 9                    | White Side         |      |
| 10                   | Lowerman           |      |
| 11                   | Helvellyn          |      |
| 12                   | Nethermost Pike    |      |
| 13                   | Dollywagon Pike    |      |
| 14                   | Fairfield          |      |
| 15                   | Seat Sandal        |      |
| Straßenquerung       | Dunmail Raise      |      |
| 16                   | Steel Fell         |      |
| 17                   | Calf Crag          |      |
| 18                   | High Raise         |      |
| 19                   | Sergeant Man       |      |
| 20                   | Thunacar Knott     |      |
| 21                   | Harrison Stickle   |      |
| 22                   | Pike O' Stickle    |      |
| 23                   | Rossett Pike       |      |
| 24                   | Bowfell            |      |
| 25                   | Esk Pike           |      |
| 26                   | Great End          |      |
| 27                   | Ill Crag           |      |
| 28                   | Broad Crag         |      |
| 29                   | Scafell Pike       |      |
| 30                   | Scafell            |      |
| Straßenquerung       | Wasdale Campsite   |      |
| 31                   | Yewbarrow          |      |
| 32                   | Red Pike           |      |
| 33                   | Steeple            |      |
| 34                   | Pillar             |      |
| 35                   | Kirk Fell          |      |
| 36                   | Great Gable        |      |
| 37                   | Green Gable        |      |
| 38                   | Brandreth          |      |
| 39                   | Grey Knotts        |      |
| Straßenquerung       | Honister Pass      |      |
| 40                   | Dale Head          |      |
| 41                   | Hindscarth         |      |
| 42                   | Robinson           |      |
| Start- und Ziellinie | Moot Hall, Keswick |      |

## Streckenrekorde

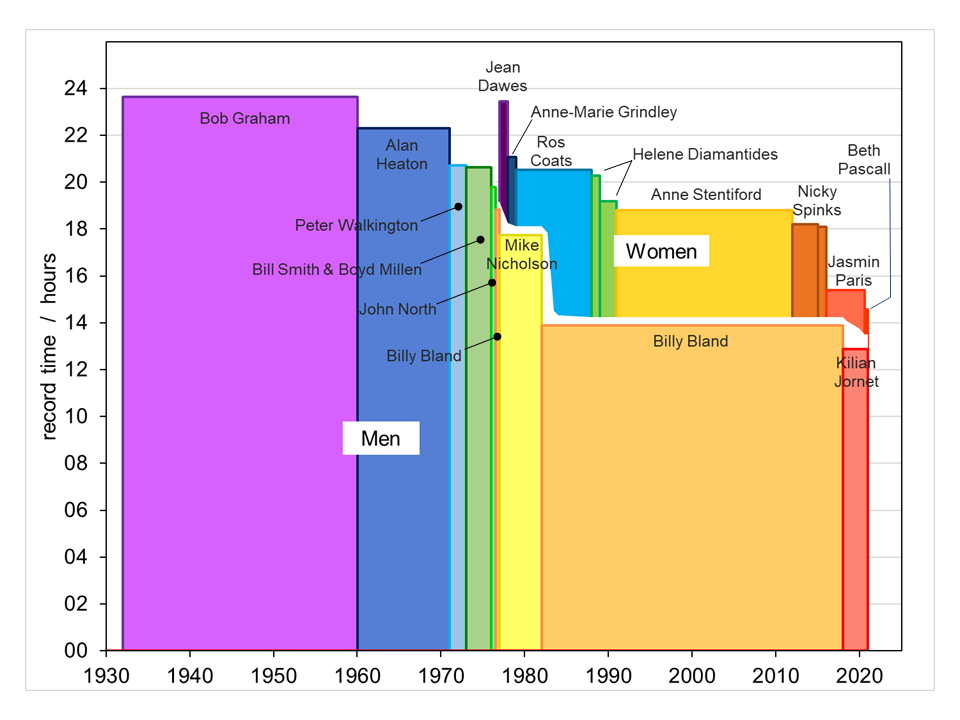
Die Entwicklung der Rekorde der Männer und Frauen auf der Bob Graham Round

Die Rekorde der Männer für die Standardroute über 42 Gipfel entwickelte sich über die Jahre folgendermaßen:
| Jahr | Name                     | Zeit (h) |
| ---- | ------------------------ | -------- |
| 1932 | Bob Graham               | 23:39    |
| 1960 | Alan Heaton              | 22:18    |
| 1971 | Peter Walkington         | 20:43    |
| 1973 | Bill Smith & Boyd Millen | 20:38    |
| 1976 | John North               | 19:48    |
| 1976 | Billy Bland              | 18:50    |
| 1977 | Mike Nicholson           | 17:45    |
| 1982 | Billy Bland              | 13:53    |
| 2018 | Kílian Jornet            | 12:52    |
| 2022 | Jack Kuenzle             | 12:23    |

Die Rekorde der Frauen für diese Route entwickelten sich so:
| Jahr | Name                | Zeit (h) |
| ---- | ------------------- | -------- |
| 1977 | Jean Dawes          | 23:27    |
| 1978 | Anne-Marie Grindley | 21:05    |
| 1979 | Ros Coats           | 20:31    |
| 1988 | Helene Diamantides  | 20:17    |
| 1989 | Helene Diamantides  | 19:11    |
| 1991 | Anne Stentiford     | 18:49    |
| 2012 | Nicky Spinks        | 18:12    |
| 2015 | Nicky Spinks        | 18:06    |
| 2016 | Jasmin Paris        | 15:24    |
| 2020 | Beth Pascall        | 14:34    |

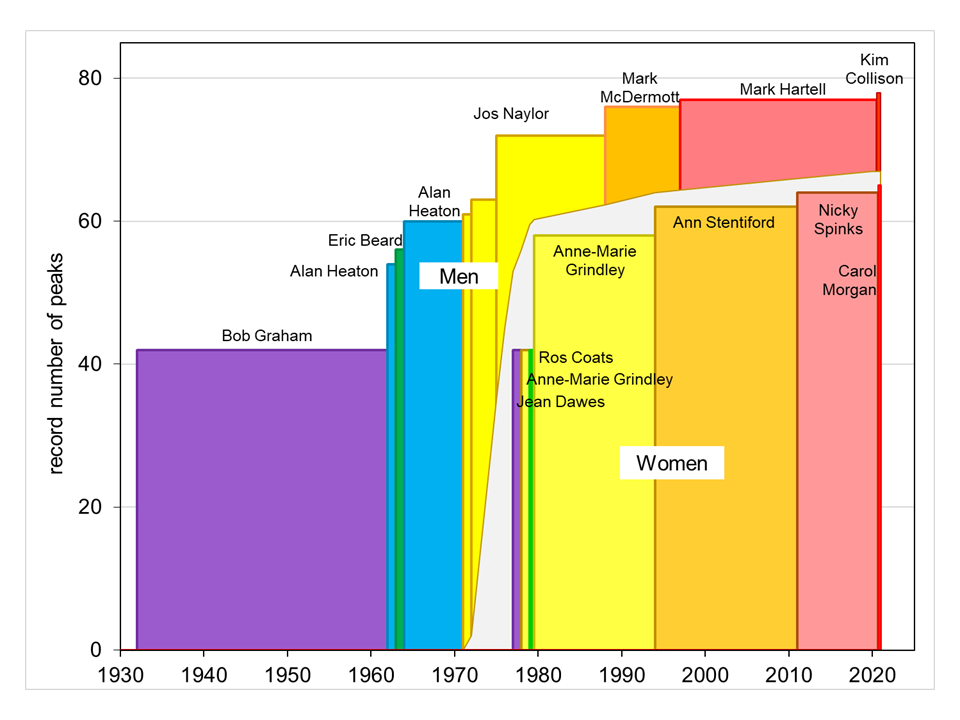
Die Entwicklung der Rekorde der Männer und Frauen für die Anzahl an Gipfeln im Lake District, die innerhalb von 24 Stunden bestiegen wurden

Aufbauend auf der Bob Graham Round erhöhten zu späteren Zeitpunkten verschiedene Läufer die Anzahl der Gipfel, die innerhalb von 24 Stunden überquert wurden:
| Jahr | Name           | Anzahl Gipfel | Zeit (h) | Streckenlänge (km) | Aufstieg (m) |
| ---- | -------------- | ------------- | -------- | ------------------ | ------------ |
| 1932 | Bob Graham     | 42            | 23:39    |                    |              |
| 1962 | Alan Heaton    | 54            | 23:48    |                    |              |
| 1963 | Eric Beard     | 56            | 20:43    | 142                | 10.000       |
| 1964 | Alan Heaton    | 60            | 23:34    |                    |              |
| 1971 | Joss Naylor    | 61            | 23:37    |                    |              |
| 1972 | Joss Naylor    | 63            | 23:35    |                    |              |
| 1975 | Joss Naylor    | 72            | 17:45    | 160                | 11.000       |
| 1988 | Mark McDermott | 76            | 23:26    |                    |              |
| 1997 | Mark Hartell   | 77            | 23:47    |                    |              |
| 2020 | Kim Collison   | 78            | 23:45    |                    |              |
| 2023 | Andy Berry     | 78            | 23:23    |                    |              |

Bei den Frauen entwickelte sich der analoge Rekord folgendermaßen:
| Jahr | Name                | Anzahl Gipfel | Zeit (h) |
| ---- | ------------------- | ------------- | -------- |
| 1977 | Jean Dawes          | 42            | 23:27    |
| 1978 | Anne-Marie Grindley | 42            | 21:05    |
| 1979 | Ros Coats           | 42            | 20:31    |
| 1979 | Anne-Marie Grindley | 58            | 23:20    |
| 1994 | Ann Stentiford      | 62            | 23:17    |
| 2011 | Nicky Spinks        | 64            | 23:15    |
| 2020 | Carol Morgan        | 65            | 23:57    |
| 2021 | Nicky Spinks        | 65            | 23:45    |
| 2022 | Fiona Pascall       | 68            | 23:26    |

Verschiedene Läufer haben zu späteren Zeitpunkten 50 Gipfel im Alter von 50 und 55 Gipfel im Alter 55 Jahren erklommen. Bemerkenswerte Leistungen dieser Natur sind:
- 1997: Joss Naylor bestieg 60 Gipfel in einem Alter von 60 Jahren innerhalb von 36 Stunden vom ersten bis zum letzten Gipfel, um Geld für Multiple-Sklerose-Forschung zu sammeln
- 2005: Yiannis Tridimas bestieg mit 60 Jahren 60 Gipfel innerhalb von 23:52 h
- 2006: Joss Naylor bestieg in einem Alter von 70 Jahren 70 Gipfel und legte dabei eine Strecke von über 50 Meilen mit mehr als 25.000 Fuß Steigung in unter 21 Stunden zurück

### Die doppelte Bob Graham Round
Die doppelte Runde entspricht zwei Runden (212 km Länge und 16.400 m Steigung) an zwei aufeinanderfolgenden Tagen. Sie wurde insgesamt acht Mal gelaufen, davon dreimal innerhalb von 48 Stunden. Der Rekord wird von Dougie Zinis gehalten.
| Zeitpunkt                  | Name             | Zeit  |
| -------------------------- | ---------------- | ----- |
| 1977                       | Boyd Millen      | 52:30 |
| 1979                       | Roger Baumeister | 46:34 |
| 1995                       | Eric Draper      | 50:35 |
| 14. und 15. Mai 2016       | Nicky Spinks     | 45:30 |
| 2018                       | Tom Hollins      | 52:30 |
| 24. bis 26. August 2019    | Stuart Walker    | 51:18 |
| 1. bis 3. August 2020      | Gwynne Stokes    | 54:30 |
| 10. und 11. September 2021 | Dougie Zinis     | 45:03 |

Baumeister und Spinks starteten beide in Keswick und liefen im Uhrzeigersinn bis auf den Yewbarrow, den 31. Gipfel auf einer Runde im Uhrzeigersinn. Dann kehrten sie um, liefen zurück nach Keswick und setzten ihren Lauf gegen den Uhrzeigersinn bis auf den Yewbarrow, den nun 12. Gipfel auf einer Runde gegen den Uhrzeigersinn, fort. Nachdem sie dort wieder umkehrten und zurück nach Keswick liefen, hatten sie die doppelte Überquerung aller 42 Gipfel einmal im Uhrzeigersinn und einmal gegen den Uhrzeigersinn gemeistert.

## Der Bob Graham Club 24 Hour Club
Der Bob Graham Club wurde 1971 von Fred Rogerson gegründet. Sein Ziel besteht darin, die Versuche der Langstreckenläufe über die Lakeland Fells zu dokumentieren. Diese stehen meist im Zusammenhang mit der Bob Graham Runde. Auch wenn es keine Voraussetzung ist, für die Runde eine Mitgliedschaft zu beantragen, machen die meisten Läufer dies. Der Club organisiert die Versuche jedoch nicht, das müssen die Läufer selbst tun.
Die Regeln, um Mitglied des Clubs zu werden, sind einfach:
- Nach dem Start bei der Moot Hall in Keswick müssen die 42 Gipfel der Runde (oder mehr) zu Fuß überquert werden. Anschließend muss der Startpunkt wieder erreicht werden, bevor 24 Stunden um sind.
- Der Besuch eines Gipfels muss von einem Begleiter bezeugt und die Zeit des Besuchs dokumentiert werden.
- Die Zeiten jedes Gipfels und die Namen der Begleitung müssen im Mitgliedschaftsformular eingetragen werden.

Die zweite Regel verhindert, dass Sololäufe für die Clubmitgliedschaft zählen, dennoch haben sowohl verschiedene Mitglieder als auch Nichtmitglieder Solorunden absolviert.
Zusätzlich entschloss sich der Club, um die freiwillige und gegenseitige Unterstützung hochzuhalten, dazu, dass seit dem 1. Januar 2020 keine Runden anerkannt werden, für die bezahlte kommerzielle Führungsdienste in Anspruch genommen wurden.